# Méry-sur-Cher
Méry-sur-Cher és un municipi francès, situat al departament de Cher i a la regió de Centre – Vall del Loira. L'any 2007 tenia 680 habitants.

## Demografia

### Població
El 2007 la població de fet de Méry-sur-Cher era de 680 persones. Hi havia 274 famílies, de les quals 66 eren unipersonals (31 homes vivint sols i 35 dones vivint soles), 90 parelles sense fills, 98 parelles amb fills i 20 famílies monoparentals amb fills.
La població ha evolucionat segons el següent gràfic:
Habitants censats

### Habitatges
El 2007 hi havia 328 habitatges, 280 eren l'habitatge principal de la família, 28 eren segones residències i 20 estaven desocupats. 322 eren cases i 4 eren apartaments. Dels 280 habitatges principals, 227 estaven ocupats pels seus propietaris, 47 estaven llogats i ocupats pels llogaters i 6 estaven cedits a títol gratuït; 4 tenien una cambra, 17 en tenien dues, 44 en tenien tres, 69 en tenien quatre i 146 en tenien cinc o més. 215 habitatges disposaven pel capbaix d'una plaça de pàrquing. A 113 habitatges hi havia un automòbil i a 151 n'hi havia dos o més.

### Piràmide de població
La piràmide de població per edats i sexe el 2009 era:
| Homes | Edats   | Dones |
| ----- | ------- | ----- |
| 0     | 95 o +  | 0     |
| 0     | 90 a 94 | 0     |
| 0     | 85 a 89 | 4     |
| 8     | 80 a 84 | 12    |
| 8     | 75 a 79 | 12    |
| 16    | 70 a 74 | 12    |
| 16    | 65 a 69 | 8     |
| 28    | 60 a 64 | 32    |
| 20    | 55 a 59 | 12    |
| 20    | 50 a 54 | 28    |
| 44    | 45 a 49 | 32    |
| 36    | 40 a 44 | 28    |
| 32    | 35 a 39 | 24    |
| 0     | 30 a 34 | 20    |
| 4     | 25 a 29 | 8     |
| 12    | 20 a 24 | 20    |
| 28    | 15 a 19 | 24    |
| 32    | 10 a 14 | 28    |
| 28    | 5 a 9   | 4     |
| 12    | 0 a 4   | 12    |

## Economia
El 2007 la població en edat de treballar era de 441 persones, 334 eren actives i 107 eren inactives. De les 334 persones actives 297 estaven ocupades (156 homes i 141 dones) i 38 estaven aturades (22 homes i 16 dones). De les 107 persones inactives 36 estaven jubilades, 32 estaven estudiant i 39 estaven classificades com a «altres inactius».

### Ingressos
El 2009 a Méry-sur-Cher hi havia 282 unitats fiscals que integraven 681 persones, la mediana anual d'ingressos fiscals per persona era de 17.714 €.

### Activitats econòmiques
Dels 25 establiments que hi havia el 2007, 3 eren d'empreses de fabricació d'altres productes industrials, 7 d'empreses de construcció, 4 d'empreses de comerç i reparació d'automòbils, 1 d'una empresa de transport, 2 d'empreses d'hostatgeria i restauració, 1 d'una empresa financera, 2 d'empreses immobiliàries, 2 d'empreses de serveis, 1 d'una entitat de l'administració pública i 2 d'empreses classificades com a «altres activitats de serveis».
Dels 9 establiments de servei als particulars que hi havia el 2009, 2 eren guixaires pintors, 1 fusteria, 2 lampisteries, 2 electricistes, 1 perruqueria i 1 restaurant.
L'únic establiment comercial que hi havia el 2009 era una fleca.
L'any 2000 a Méry-sur-Cher hi havia 26 explotacions agrícoles que ocupaven un total de 621 hectàrees.

## Equipaments sanitaris i escolars
El 2009 hi havia una escola elemental.

## Poblacions més properes
El següent diagrama mostra les poblacions més properes.